# Bloc Party
«Bloc Party» — британський музичний гурт з Лондона, що виконує музика в жанрах інді-рок, альтернативний рок. Утворений 2003 року.

## Дискографія
- Silent Alarm (2005)
- A Weekend in the City (2007)
- Intimacy (2008)
- Four (2012)
- Hymns (2016)
- Alpha Games (2022)